# کیریکیوو
کیریکیوو (به لاتین: Kirikeyevo) یک منطقهٔ مسکونی در روسیه است که در باشقیرستان واقع شده‌است.